# Index seminum
Index seminum (łac. spis nasion) jest to publikacja wydawana przez ogród botaniczny. Zawiera ona spis materiału siewnego (diaspor roślin), czyli owoców i nasion, które ogród oferuje do sprzedaży lub wymiany na inne owoce czy nasiona. Mają one służyć do wyhodowania okazów roślin w innych ogrodach. 
Dodatkowo część materiału siewnego przeznacza się do sprzedaży amatorom.
Index seminum jest wydawnictwem ciągłym, ukazuje się co roku lub co kilka lat. Może być także publikowany w internecie. Jego wydawanie jest obowiązkiem każdego ogrodu botanicznego, jako część prowadzonej przez niego działalności naukowej. Index seminum spełnia warunek tzw. udokumentowanego pochodzenia materiału, który jest jednym z kryteriów pozwalających traktować dany ogród jako placówkę naukową.
Nasiona niesprzedane, niewykorzystane, których zdolność kiełkowania jest już osłabiona, zawsze mogą posłużyć do tworzenia kolekcji karpologicznej, czyli zielnika owoców i nasion.